# Laua-an
Laua-an est une municipalité des Philippines située dans la province d'Antique, dans l'ouest de l'île de Panay. Comme celle de Bugasong juste au sud, elle est à la fois limitrophe de la mer de Sulu, à l'ouest, et de la province de Cápiz, à l'est.
Son économie est essentiellement agricole, la seconde activité étant la pêche.

## Subdivisions
La municipalité est divisée en 40 barangays (districts).